# Gałczyn
Gałczyn (prononciation : [ˈɡau̯t͡ʂɨn]) est un village polonais de la gmina de Glinojeck dans le powiat de Ciechanów de la voïvodie de Mazovie dans le centre-est de la Pologne.
Il se situe à environ 5 kilomètres au sud-ouest de Glinojeck (siège de la gmina), 29 kilomètres à l'ouest de Ciechanów (siège du powiat) et à 83 kilomètres au nord-ouest de Varsovie (capitale de la Pologne).
Le village possède approximativement une population de 40 habitants en 2006.

## Histoire
De 1975 à 1998, le village appartenait administrativement à la voïvodie de Ciechanów.